# Ал Понте (Бреша)
Ал Понте (итал. Al Ponte) је насеље у Италији у округу Бреша, региону Ломбардија.
Према процени из 2011. у насељу је живело 43 становника. Насеље се налази на надморској висини од 205 м.